# Psammobates
Psammobates är ett släkte av sköldpaddor. Släktet ingår i familjen landsköldpaddor. Psammobates återfinns i södra Afrika.

Arter enligt Catalogue of Life:
- Psammobates geometricus
- Psammobates oculifer
- Psammobates pardalis
- Psammobates tentorius

The Reptile Database listar Psammobates pardalis i släktet Stigmochelys.